# 余呉駅
余呉駅（よごえき）は、滋賀県長浜市余呉町下余呉にある、西日本旅客鉄道（JR西日本）北陸本線の駅である。駅番号はJR-A04。

## 歴史
- 1957年（昭和32年）10月1日：北陸本線木ノ本駅 - 敦賀駅間の現行線開通と同時に開業[1]。旅客駅[1]。
- 1971年（昭和46年）3月25日：荷物の取り扱いを廃止[2]。無人駅となる[3]。
- 1987年（昭和62年）4月1日：国鉄分割民営化により、西日本旅客鉄道（JR西日本）の駅となる[1]。
- 2006年（平成18年）10月21日：北陸本線の敦賀駅 - 長浜駅間の直流電化により、新快速の乗り入れを開始する。「ICOCA」の利用が可能となる[4]。ICカード専用簡易改札機で対応。ホームのかさ上げ工事が完成。
- 2018年（平成30年）3月17日：駅ナンバリングが導入され、使用を開始[5]。

## 駅構造
島式ホーム1面2線を持つ地上駅。改札と島式ホームの間には跨線橋や地下道ではなく、構内踏切とスロープを利用する。そのため段差がなく楽に行き来できるようになっている。かつては下り本線と上り待避線、上り本線の3線構造で、上り本線はホームのない通過線の構造であった。国鉄民営化後に上り一番（待避）線を使用停止としホームを上り本線までせり出したため、ホームはかなり幅広である。上りホームは8両分かさ上げされているが、下りホームは4両分のみのかさ上げである。
簡易委託駅で、窓口が設置されている。なお、米原駅が当駅を管理している。ICカード専用簡易改札機が設置されている。

### のりば
| のりば | 路線     | 方向 | 行先               |
| ------ | -------- | ---- | ------------------ |
| 1      | 北陸本線 | 下り | 近江塩津・敦賀方面 |
| 2      | 北陸本線 | 上り | 長浜・米原方面     |

## 利用状況
JR西日本の移動等円滑化取組報告書によれば、2023年度の1日当たりの利用者数は248人。「滋賀県統計書」によると、1日平均の乗車人員は以下の通りである。
| 年度   | 1日平均 乗車人員 | 出典        |
| ------ | ---------------- | ----------- |
| 1992年 | 142              | [ 統計 2 ]  |
| 1993年 | 134              | [ 統計 3 ]  |
| 1994年 | 140              | [ 統計 4 ]  |
| 1995年 | 147              | [ 統計 5 ]  |
| 1996年 | 158              | [ 統計 6 ]  |
| 1997年 | 158              | [ 統計 7 ]  |
| 1998年 | 146              | [ 統計 8 ]  |
| 1999年 | 143              | [ 統計 9 ]  |
| 2000年 | 151              | [ 統計 10 ] |
| 2001年 | 151              | [ 統計 11 ] |
| 2002年 | 154              | [ 統計 12 ] |
| 2003年 | 156              | [ 統計 13 ] |
| 2004年 | 178              | [ 統計 14 ] |
| 2005年 | 180              | [ 統計 15 ] |
| 2006年 | 188              | [ 統計 16 ] |
| 2007年 | 201              | [ 統計 17 ] |
| 2008年 | 196              | [ 統計 18 ] |
| 2009年 | 195              | [ 統計 19 ] |
| 2010年 | 199              | [ 統計 20 ] |
| 2011年 | 196              | [ 統計 21 ] |
| 2012年 | 191              | [ 統計 22 ] |
| 2013年 | 196              | [ 統計 23 ] |
| 2014年 | 191              | [ 統計 24 ] |
| 2015年 | 191              | [ 統計 25 ] |
| 2016年 | 198              | [ 統計 26 ] |
| 2017年 | 193              | [ 統計 27 ] |
| 2018年 | 175              | [ 統計 28 ] |
| 2019年 | 160              | [ 統計 29 ] |
| 2020年 | 126              | [ 統計 30 ] |
| 2021年 | 123              | [ 統計 31 ] |
| 2022年 | 127              | [ 統計 32 ] |

## 駅周辺

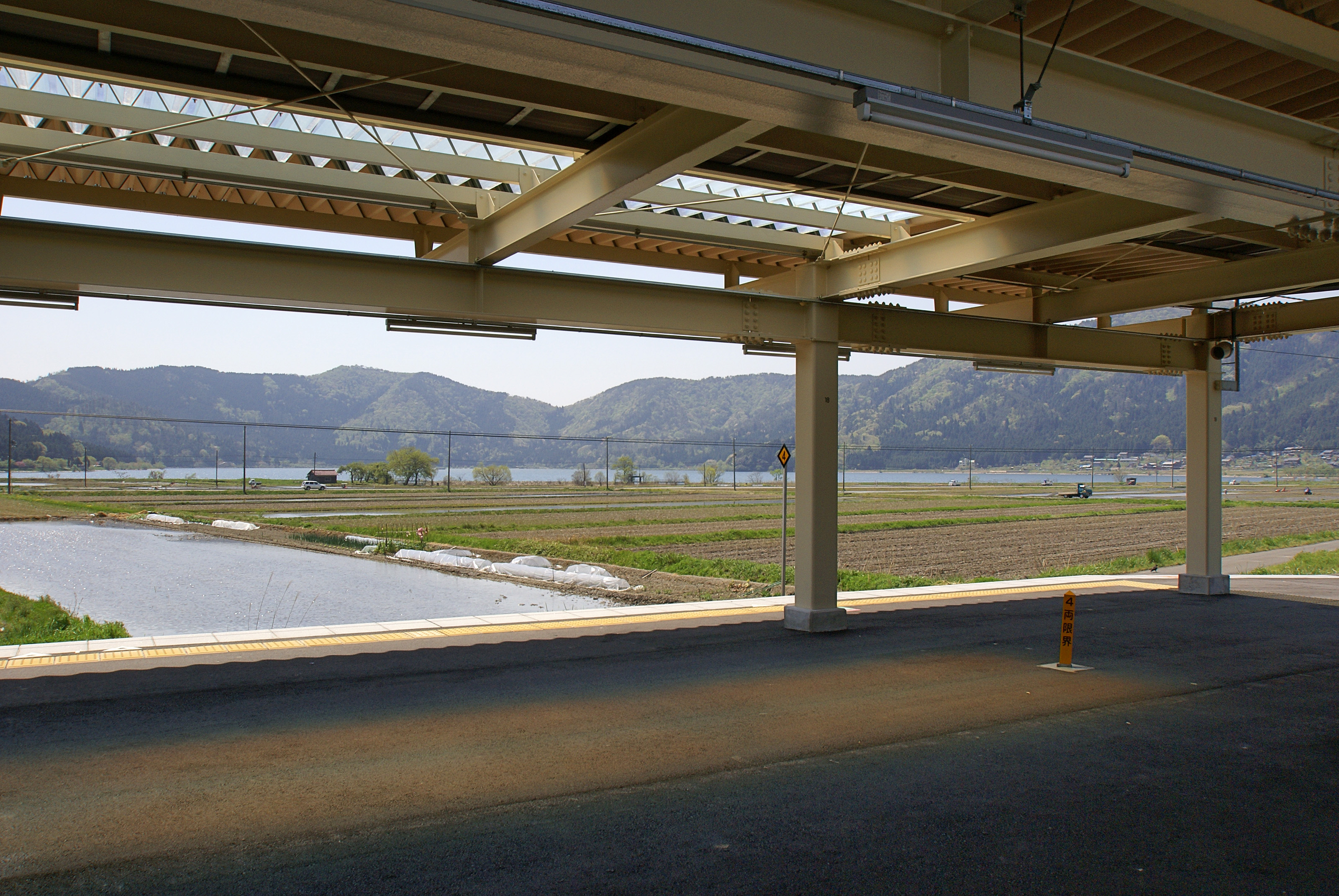
ホームから余呉湖を望める

近くに駅名の由来である余呉湖があり、釣りやハイキングが楽しめる。周囲一面を水田に囲まれており広々とした景色が広がる。旧・余呉町唯一の駅であったが、同町の中心地からは離れている。
- 余呉湖野外活動センター
- 衣掛柳（羽衣伝説）
- 賤ヶ岳
- 国道365号

## バス路線
駅舎の前に「余呉駅」停留所があり、下記の路線が発着する。
余呉バス
- 柳ヶ瀬線：木ノ本駅 / 柳ケ瀬 / 中河内
- 丹生線：木ノ本駅 / 上丹生 / 洞寿院
- 片岡西線（要予約、平日のみ運行）：木ノ本駅 / 摺墨 / 池原

## 隣の駅
西日本旅客鉄道（JR西日本）
 北陸本線
■新快速・■普通
近江塩津駅 (JR-A03) - 余呉駅 (JR-A04) - 木ノ本駅 (JR-A05)

### 記事本文
1. 1 2 3 4  石野哲 編『停車場変遷大事典 国鉄・JR編』 II（初版）、JTB、1998年10月1日、132頁。ISBN 978-4-533-02980-6。
2. ↑  『日本国有鉄道公示第118号』1971年3月24日。
3. ↑  「通報 ●北陸本線田村駅ほか7駅の駅員無配置について（旅客局）」『鉄道公報』日本国有鉄道総裁室文書課、1971年3月24日、4面。
4. ↑  『「ICOCA」いよいよデビュー! 〜 平成15年11月1日（土）よりサービス開始いたします 〜』（プレスリリース）西日本旅客鉄道、2003年8月30日。オリジナルの2004年8月3日時点におけるアーカイブ。
5. ↑  『近畿エリアの12路線 のべ300駅に「駅ナンバー」を導入します！』（プレスリリース）西日本旅客鉄道、2016年7月20日。
6. 1 2  “余呉駅｜構内図：JRおでかけネット”.   西日本旅客鉄道. 2023年1月9日閲覧。

### 利用状況
1. 1 2  “移動等円滑化取組報告書（鉄道駅）（令和5年度）”.   西日本旅客鉄道. 2025年3月15日閲覧。
2. ↑  平成4年滋賀県統計書 (PDF)
3. ↑  平成5年滋賀県統計書 (PDF)
4. ↑  平成6年滋賀県統計書 (PDF)
5. ↑  平成7年滋賀県統計書 (PDF)
6. ↑  平成8年滋賀県統計書 (PDF)
7. ↑  平成9年滋賀県統計書 (PDF)
8. ↑  平成10年滋賀県統計書 (PDF)
9. ↑  平成11年滋賀県統計書 (PDF)
10. ↑  平成12年滋賀県統計書 (PDF)
11. ↑  平成13年滋賀県統計書 (PDF)
12. ↑  平成14年滋賀県統計書 (PDF)
13. ↑  平成15年滋賀県統計書 (PDF)
14. ↑  平成16年滋賀県統計書 (PDF)
15. ↑  平成17年滋賀県統計書 (PDF)
16. ↑  平成18年滋賀県統計書 (PDF)
17. ↑  平成19年滋賀県統計書 (PDF)
18. ↑  平成20年滋賀県統計書 (PDF)
19. ↑  平成21年滋賀県統計書 (PDF)
20. ↑  平成22年滋賀県統計書 (PDF)
21. ↑  平成23年滋賀県統計書 (PDF)
22. ↑  平成24年滋賀県統計書 (PDF)
23. ↑  平成25年滋賀県統計書 (PDF)
24. ↑  平成26年滋賀県統計書 (PDF)
25. ↑  平成27年滋賀県統計書 (PDF)
26. ↑  平成28年滋賀県統計書 (PDF)
27. ↑  平成29年滋賀県統計書 (PDF)
28. ↑  平成30年滋賀県統計書 (PDF)
29. ↑  令和元年滋賀県統計書 (PDF)
30. ↑  令和2年滋賀県統計書 (PDF)
31. ↑  令和3年滋賀県統計書 (PDF)
32. ↑  令和4年滋賀県統計書 (PDF)